# Symphonie no 3 de Penderecki
Pour les articles homonymes, voir Symphonie no 3.

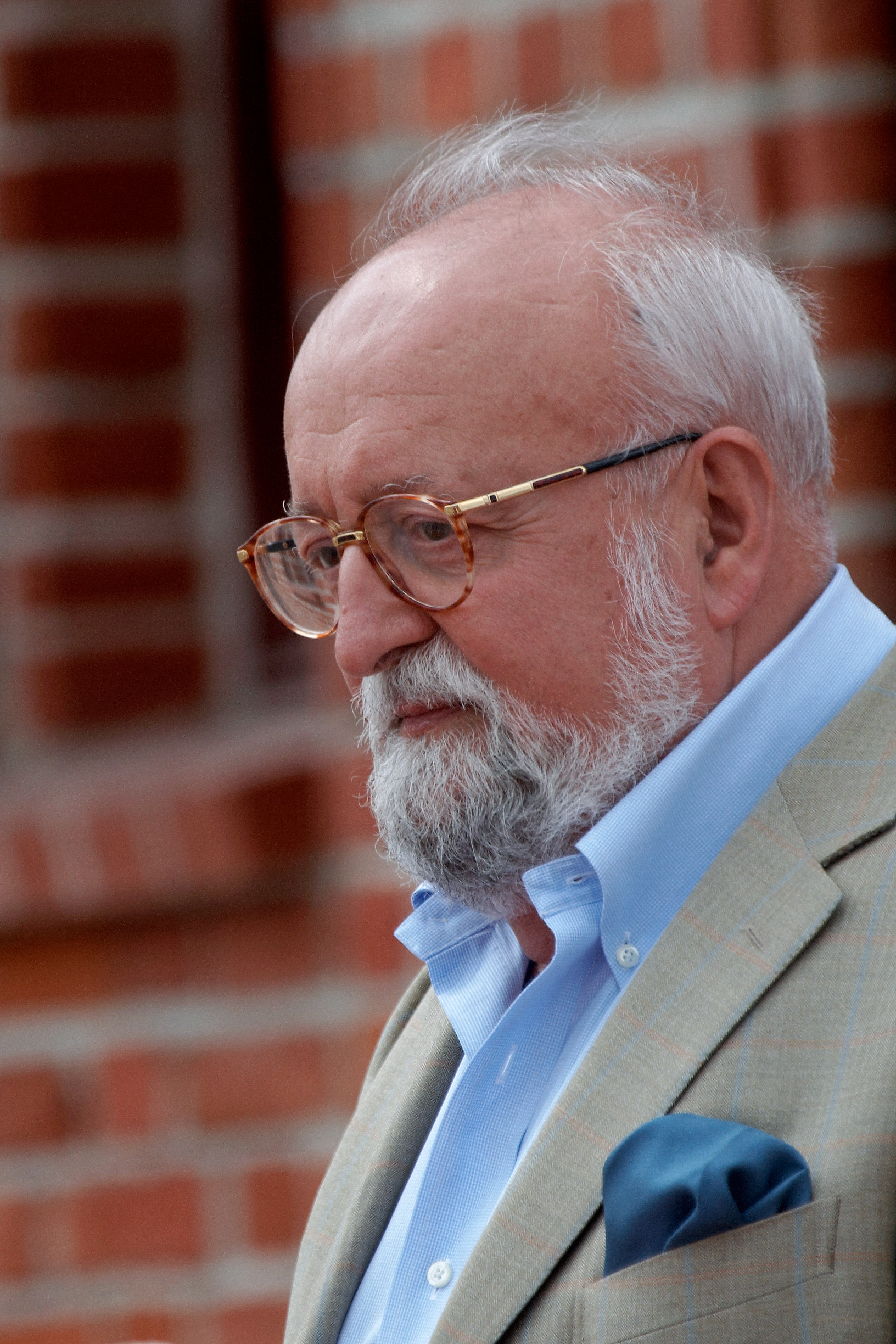
Penderecki

La Symphonie no 3 de Krzysztof Penderecki a été composée entre 1988 et 1995, une première version constituée des deuxième et quatrième mouvements est donnée en août 1988 à Lucerne, puis, dans sa version définitive en cinq mouvements, elle est créée le 8 décembre 1995 par l'Orchestre philharmonique de Munich sous la direction du compositeur.
Des extraits de cette symphonie sont présents dans la bande sonore du film américain Shutter Island, réalisé par Martin Scorsese en 2010.
Des extraits, notamment de la Passacaille, ont aussi été utilisés dans la bande sonore du film Katyń, réalisé par Andrzej Vajda en 2007.

## Structure
1. Andante con moto
2. Allegro con brio
3. Adagio
4. Passacaille - Allegro moderato
5. Scherzo - Vivace